# Neochera heliconides
Neochera heliconides là một loài bướm đêm trong họ Erebidae.